# 로보트 스타 짱가
《로보트 스타 짱가》(Robot Star Jjanga)는 한국에서 제작된 김영한 감독의 1988년 가족, SF, 모험 영화이다. 김형곤 등이 주연으로 출연하였고 안봉식 등이 제작에 참여하였다.

## 출연

### 주연
- 김형곤 ... 둥둥 (짱가) 역
- 이선민 ... 수지 역

### 조연
- 이선우 ... 사라 공주 역
- 전유성 ... 박사 역
- 김지민 ... 왕눈 역
- 이진수 ... 깡돌 역
- 변은진 ... 깡순 역

## 제작진
- 제작실장: 이충조
- 제작부장: 박종복
- 제작부장: 김현수
- 촬영부: 문호진
- 촬영부: 노양호
- 촬영부: 김진길
- 조명: 김길성
- 조명부: 김익수
- 조명부: 김진만
- 조명부: 김한우
- 조감독: 진성원
- 조감독: 권오성
- 녹음: 청맥 녹음실
- 주제가: 이주호
- 주제가: 이주옥
- 주제가: 박윤영
- 주제가: 송지연
- 배경: 김원영
- 특수소품: 안철현
- 특수효과: 김철석
- 네가편집: 권미숙
- 애니메이션감독: 정수용
- 원화: 김경미
- 채화: 안성해
- 채화: 문복순
- 채화: 이영희
- 동화: 이수송